# تأویل
تأویل آیات قرآن یعنی معنای حقیقی و تحقق عینی آیات و مرتبه ای است در فهم متون و پدیدارهای قدسی و به‌طور خاص قرآن. در قرآن کلمه تأویل در موضوعات مختلفی پیرامون همین معنا به کار رفته‌ است. از نظر لغوی به معنای بازگشتن است یعنی آن چیزی که معنای آیه به آن بازمی‌گردد یعنی بازگشتن به معنای حقیقی. در بعضی از دیدگاه‌ها تأویل همان تفسیر آیات است و در سایر دیدگاه‌ها تفاوت‌هایی بین این دو ذکر می‌شود. کلمه تأویل با کلمه اول هم ریشه است.
کاربردهای تأویل در قرآن:
- آیه ۵۳ سوره اعراف: «روزی که تأویل آیات قرآن فرارسد کسانی که روز قیامت را فراموش کرده بودند خواهند گفت یقیناً فرستادگان پروردگارمان حق را آوردند».[۴]
- آیه ۳۹ سوره یونس: «آنان آنچه که احاطه به علم آن ندارند را تکذیب می‌کنند و تأویل آن را نمی‌دانند».[۵]
- تأویل رؤیا و به حقیقت پیوستن آن به اذن خدا ذکر شده‌ است.[۳]
- در سوره کهف خضر دست به کارهایی می‌زند که برای موسی سؤال برانگیز است و بعد از اینکه خضر علت کارهای خود را برای موسی بیان می‌کند به او می‌گوید که آن تأویل کارهایی بود که وی بر آن صبر نداشته‌است.[۶]
- آیه ۷ سوره آل عمران: «لا یَعلم تأویله الّا الله و راسخون فی عِلم یَقولون آمنا به کُل مِن عند ربّنا» یعنی «تأویل را به جز خدا کسی نمی‌داند و راسخون در علم می‌گویند به آن ایمان آوردیم کل آن از طرف خداست». در تفسیر این آیه بسته به اینکه پس از الّا الله جمله را پایان یافته فرض کنیم یا نه، عده ای از مفسرین گفتند که تأویل قرآن را فقط خدا می‌داند و عده ای گفتند که راسخون در علم نیز تأویل قرآن را می‌دانند.